# Burni Simpang Dua Kuen
Burni Simpang Dua Kuen är ett berg i Indonesien.   Det ligger i provinsen Aceh, i den västra delen av landet, 1 600 km nordväst om huvudstaden Jakarta. Toppen på Burni Simpang Dua Kuen är 2 511 meter över havet, eller 56 meter över den omgivande terrängen. Bredden vid basen är 1,1 km.
Terrängen runt Burni Simpang Dua Kuen är bergig söderut, men norrut är den kuperad. Runt Burni Simpang Dua Kuen är det mycket glesbefolkat, med 4 invånare per kvadratkilometer. I omgivningarna runt Burni Simpang Dua Kuen växer i huvudsak städsegrön lövskog.